# 詹姆斯 (喬治亞州)
詹姆斯（英語：James）是位於美國喬治亞州瓊斯縣的一個非建制地區。該地的面積和人口皆未知。

## 地理
詹姆斯的座標為32°57′59″N 83°28′26″W / 32.96639°N 83.47389°W，而該地的平均海拔高度為150米（即492英尺）。